# Dizzy Dean
Dizzy Dean, eigentlich Jay Hanna Dean, (* 16. Januar 1910 in Lucas, Arkansas; † 17. Juli 1974 in Reno, Nevada) war ein US-amerikanischer Baseballspieler und späterer Rundfunkkommentator. Er spielte von 1930 bis 1941 sowie 1947 in der Major League Baseball (MLB) als Pitcher für die St. Louis Cardinals, die Chicago Cubs und die St. Louis Browns.

## Leben und Karriere
Dean wurde als Kind von Sharecroppern geboren. Er besuchte die öffentliche Grundschule nur bis zur zweiten Klasse, da er bei seinen Eltern arbeiten musste. Dean hatte nie einen Baseballtrainer und brachte sich das Werfen selber bei. Mit 16 ging er unter Angabe eines falschen Geburtsdatum zur Armee, wo er sein erstes Paar neuer Schuhe bekam. Sein exzentrisches Verhalten dort führte zu seinem Spitznamen Dizzy, den er zeit seines Lebens als Namen führte.
Sein erstes Spiel absolvierte Dean 1930, als Stammspieler etablierte er sich in der Saison 1932, wo er gleich die National League in Shutouts und geworfenen Innings anführte. Dean gewann 1934 mit den Cardinals die World Series und wurde in diesem Jahr auch zum Most Valuable Player (MVP) der National League gewählt.
Dean wurde 1938 zu den Chicago Cubs getradet, wo er vier weitere Jahre spielte. Aufgrund einer Publicity-Maßnahme warf Dean 1947 in vier Innings für die St. Louis Browns und kündigte anschließend seinen endgültigen Rücktritt an.
Während seiner Karriere gewann Dean insgesamt 150 Spiele und hatte einen Karriere-ERA von 3,02.
Er war bekannt für seine schnellen Würfe und seine schillernde Persönlichkeit, die ihn zu einem der populärsten Baseballspieler seiner Zeit machten. Nach seinem Rücktritt als Spieler arbeitete er als Radiokommentator für CBS und NBC. Bei seinen Zuhörer war er beliebt, obwohl er sich häufig nicht an die englische Grammatik hielt. Er ist Mitglied der St. Louis Cardinals Hall of Fame. Die Cardinals vergeben seine Rückennummer nicht mehr. Er wurde 1953 im neunten Wahlgang in die Baseball Hall of Fame aufgenommen.

## Privat
Dean war verheiratet. Das Paar blieb kinderlos. Er hatte zwei Brüder, der Jüngere, Paul „Daffy“ Dean, war ebenfalls professioneller Pitcher und spielte mit Dizzy zusammen bei den Cardinals.